# ناحیه پرازیرن صربستان
ناحیه پرازیرن صربستان (به صربی: Prizren District) یک روستا در کشورصربستان است که در صربستان واقع شده‌است. ناحیه پرازیرن صربستان ۳۷۶٬۰۸۵ نفر جمعیت دارد.